# Liechtensteiner-Cup 1974-1975
La Liechtensteiner-Cup 1974-1975 è stata la 30ª edizione della coppa nazionale del Liechtenstein conclusa con la vittoria finale del FC Triesen, al suo ottavo titolo.
Della competizione è noto solo il risultato della finale

## Finale
| Balzers | FC Triesen | 5 – 2 | FC Balzers |  |